# Galina Prozoumenchtchikova
Pour les articles homonymes, voir Stepanova.
Galina Nikolaïevna Prozoumenchtchikova (en russe : Галина Николаевна Прозуменщикова, transcription anglaise : Galina Prozumenshchikova), née Galina Stepanova le 26 novembre 1948 à Sébastopol, et morte le 19 juillet 2015 à Moscou (Russie), est une nageuse russe qui a représenté l'Union soviétique.

## Biographie
Galina Prozoumenchtchikova faisait partie des meilleures spécialistes de la brasse dans les années 1960 et 1970. Aux Jeux olympiques d'été de 1964, elle a remporté le 200 m brasse, sous son nom de jeune fille, et est devenue la première championne olympique soviétique de l'histoire des Jeux.
Elle a ensuite récolté plusieurs autres médailles et est devenue en 1970 la première championne d'Europe sur 100 m brasse.
En 1977, Galina Prozoumenchtchikova a été intronisée dans l'International Swimming Hall of Fame.

## Palmarès

### Jeux olympiques
- Jeux olympiques d'été de 1964 à Tokyo (Japon)
  -  Médaille d'or sur 200 m brasse
- Jeux olympiques d'été de 1968 à Mexico (Mexique)
  -  Médaille d'argent sur 100 m brasse
  -  Médaille de bronze sur 200 m brasse
- Jeux olympiques d'été de 1972 à Munich (Allemagne de l'Ouest)
  -  Médaille d'argent sur 100 m brasse
  -  Médaille de bronze sur 200 m brasse

### Championnats d'Europe
- Championnats d'Europe de 1966 à Utrecht (Pays-Bas)
  -  Médaille d'or sur 200 m brasse
  -  Médaille d'argent en relais 4 × 100 m 4 nages
- Championnats d'Europe de 1970 à Barcelone (Espagne)
  -  Médaille d'or sur 100 m brasse
  -  Médaille d'or sur 200 m brasse
  -  Médaille d'argent en relais 4 × 100 m 4 nages